# Dwergrugvinkathaai
De dwergrugvinkathaai (Eridacnis radcliffei) is een vissensoort uit de familie van de rugvinkathaaien (Proscylliidae). De wetenschappelijke naam van de soort is voor het eerst geldig gepubliceerd in 1913 door Smith.